# نواجة شمالي كبير
نواجة شمالي كبير قرية سوريّة تتبع إداريّاً لمحافظة حلب منطقة منبج ناحية مركز منبج، بلغ تعداد سكانها 281 نسمة حسب التعداد السكاني لعام 2004.